# Знаки почтовой оплаты СССР (1988)
Зна́ки почто́вой опла́ты СССР (1988) — перечень (каталог) знаков почтовой оплаты (почтовых марок), введённых в обращение дирекцией по изданию и экспедированию знаков почтовой оплаты Министерства связи СССР в 1988 году.

## Список коммеморативных марок
Порядок следования элементов в таблице соответствует номеру по каталогу марок СССР (ЦФА), в скобках приведены номера по каталогу «Михель».
| № по каталогу                        | Изображение | Описание и источники | Номинал   | Дата выпуска         | Тираж     | Художник         |
| ------------------------------------ | ----------- | --- | --------- | -------------------- | --------- | ---------------- |
| (ЦФА [АО «Марка»] № 5903) (Mi #5786) |             | Сцепка «70-летие первой советской почтовой марки»: - Рисунок серии «Освобождённая Россия»: марка № 1 (35 к). | 0,10 руб. | 4 января 1988 года   | 3 000 000 | В. Никитин       |
| (ЦФА [АО «Марка»] № 5904) (Mi #5787) |             | Сцепка «70-летие первой советской почтовой марки»: - Рисунок серии «Освобождённая Россия»: марка № 2 (70 к). | 0,10 руб. | 4 января 1988 года   | 3 000 000 | В. Никитин       |
| (ЦФА [АО «Марка»] № 5905) (Mi #5788) |             | Серия «XV зимние Олимпийские игры Калгари — 1988»: - Биатлон. | 0,05 руб. | 4 января 1988 года   | 5 200 000 | Иван Козлов      |
| (ЦФА [АО «Марка»] № 5906) (Mi #5789) |             | Серия «XV зимние Олимпийские игры Калгари — 1988»: - Лыжные гонки. | 0,10 руб. | 4 января 1988 года   | 4 000 000 | Иван Козлов      |
| (ЦФА [АО «Марка»] № 5907) (Mi #5790) |             | Серия «XV зимние Олимпийские игры Калгари — 1988»: - Слалом. | 0,15 руб. | 4 января 1988 года   | 3 200 000 | Иван Козлов      |
| (ЦФА [АО «Марка»] № 5908) (Mi #5791) |             | Серия «XV зимние Олимпийские игры Калгари — 1988»: - Фигурное катание. | 0,20 руб. | 4 января 1988 года   | 2 900 000 | Иван Козлов      |
| (ЦФА [АО «Марка»] № 5909) (Mi #5792) |             | Серия «XV зимние Олимпийские игры Калгари — 1988»: - Прыжки с трамплина. | 0,30 руб. | 4 января 1988 года   | 2 800 000 | Иван Козлов      |
| (ЦФА [АО «Марка»] № 5910) (Mi #5793) |             | Серия «XV зимние Олимпийские игры Калгари — 1988», почтовый блок: - Хоккей с шайбой. | 0,50 руб. | 4 января 1988 года   | 1 150 000 | Иван Козлов      |
| (ЦФА [АО «Марка»] № 5943) (Mi #5793) |             | Серия «XV зимние Олимпийские игры Калгари — 1988»: почтовый блок «Победа советских спортсменов на XV зимних Олимпийских играх» (рисунок и цвет блока (ЦФА [АО «Марка»] № 5910)) с надпечаткой: «Спортсмены СССР завоевали 11 золотых, 9 серебряных и 9 бронзовых медалей!». | 0,50 руб. | 12 мая 1988 года     | 600 000   | Иван Козлов      |
| (ЦФА [АО «Марка»] № 5958) (Mi #5840) |             | Серия «XXIV Олимпийские игры в Сеуле (Корея)»: - Барьерный бег. | 0,05 руб. | 29 июня 1988 года    | 5 200 000 | Юрий Арцименев   |
| (ЦФА [АО «Марка»] № 5959) (Mi #5841) |             | Серия «XXIV Олимпийские игры в Сеуле (Корея)»: - Прыжки в длину. | 0,10 руб. | 29 июня 1988 года    | 4 000 000 | Юрий Арцименев   |
| (ЦФА [АО «Марка»] № 5960) (Mi #5842) |             | Серия «XXIV Олимпийские игры в Сеуле (Корея)»: - Баскетбол. | 0,15 руб. | 29 июня 1988 года    | 3 200 000 | Юрий Арцименев   |
| (ЦФА [АО «Марка»] № 5961) (Mi #5843) |             | Серия «XXIV Олимпийские игры в Сеуле (Корея)»: - Художественная гимнастика. | 0,20 руб. | 29 июня 1988 года    | 2 900 000 | Юрий Арцименев   |
| (ЦФА [АО «Марка»] № 5962) (Mi #5844) |             | Серия «XXIV Олимпийские игры в Сеуле (Корея)»: - Плавание. | 0,30 руб. | 29 июня 1988 года    | 2 800 000 | Юрий Арцименев   |
| (ЦФА [АО «Марка»] № 5963) (Mi #5845) |             | Серия «XXIV Олимпийские игры в Сеуле (Корея)», почтовый блок: - Футбол. | 0,50 руб. | 29 июня 1988 года    | 1 150 000 | Юрий Арцименев   |
| (ЦФА [АО «Марка»] № 6005) (Mi #5887) |             | «С Новым, 1989 годом!»: - Драгун с Указом Петра I. | 0,05 руб. | 24 ноября 1988 года  | 4 600 000 | Владислав Коваль |
| (ЦФА [АО «Марка»] № 6012) (Mi #5845) |             | Серия «XXIV Олимпийские игры в Сеуле (Корея)»: почтовый блок «Победа советских спортсменов на XXIV летних Олимпийских играх» (рисунок и цвет блока (ЦФА [АО «Марка»] № 5963)) с надпечаткой: «Спортсмены СССР завоевали 55 золотых, 31 серебряную и 46 бронзовых медалей!». | 0,50 руб. | 20 декабря 1988 года | 550 000   | Юрий Арцименев   |

## Четырнадцатый выпуск стандартных марок (1988—1991)
В 1988 году начата эмиссия стандартных почтовых марок четырнадцатого стандартного выпуска СССР. Первый тираж марок двенадцати номиналов был отпечатан методом металлографии на мелованной бумаге.
Из каталогов XXI века только каталог Певзнера насчитывает тринадцать серий стандартных марок СССР. Делает это он за счёт того, что называет действительную тринадцатую серию «дополнительным выпуском двенадцатого стандарта» и объявляет четырнадцатую серию тринадцатой. Более подробные сведения находятся в статье Тринадцатый выпуск стандартных марок СССР.
Порядок следования элементов в таблице соответствует номеру по каталогу марок СССР (ЦФА), в скобках приведены номера по каталогу «Михель».
| № по каталогу                        | Изображение | Описание и источники               | Номинал   | Дата выпуска         | Тираж     | Художник         |
| ------------------------------------ | ----------- | ---------------------------------- | --------- | -------------------- | --------- | ---------------- |
| (ЦФА [АО «Марка»] № 6013) (Mi #5894) |             | Почтовый гонец                     | 0,01 руб. | 22 декабря 1988 года | 8 000 000 | Владислав Коваль |
| (ЦФА [АО «Марка»] № 6014) (Mi #5895) |             | Крейсер «Аврора»                   | 0,03 руб. | 22 декабря 1988 года | 8 000 000 | Владислав Коваль |
| (ЦФА [АО «Марка»] № 6015) (Mi #5896) |             | Красная площадь                    | 0,04 руб. | 22 декабря 1988 года | 8 000 000 | Владислав Коваль |
| (ЦФА [АО «Марка»] № 6016) (Mi #5897) |             | Герб и флаг СССР                   | 0,05 руб. | 22 декабря 1988 года | 8 000 000 | Владислав Коваль |
| (ЦФА [АО «Марка»] № 6017) (Mi #5898) |             | Монумент «Рабочий и колхозница»    | 0,10 руб. | 22 декабря 1988 года | 8 000 000 | Владислав Коваль |
| (ЦФА [АО «Марка»] № 6018) (Mi #5899) |             | Установка космической связи        | 0,15 руб. | 22 декабря 1988 года | 8 000 000 | Владислав Коваль |
| (ЦФА [АО «Марка»] № 6019) (Mi #5900) |             | Символы искусства и литературы     | 0,20 руб. | 22 декабря 1988 года | 8 000 000 | Владислав Коваль |
| (ЦФА [АО «Марка»] № 6020) (Mi #5901) |             | Дискобол на фоне олимпийских колец | 0,25 руб. | 22 декабря 1988 года | 8 000 000 | Владислав Коваль |
| (ЦФА [АО «Марка»] № 6021) (Mi #5902) |             | Пингвины и карта Антарктиды        | 0,30 руб. | 22 декабря 1988 года | 7 500 000 | Владислав Коваль |
| (ЦФА [АО «Марка»] № 6022) (Mi #5903) |             | Скульптура Меркурия                | 0,35 руб. | 22 декабря 1988 года | 6 500 000 | Владислав Коваль |
| (ЦФА [АО «Марка»] № 6023) (Mi #5904) |             | Стерхи                             | 0,50 руб. | 22 декабря 1988 года | 2 500 000 | Владислав Коваль |
| (ЦФА [АО «Марка»] № 6024) (Mi #5905) |             | Эмблема ВПС                        | 1,00 руб. | 22 декабря 1988 года | 2 000 000 | Владислав Коваль |

## Комментарии
1. ↑  Ниже приведён перечень памятных художественных марок (с возможностью сортировки по номиналу, тиражу и дате введения в обращение).
2. ↑  Сцепка «70-летие первой советской почтовой марки»: на многоцветной марке  (ЦФА [АО «Марка»] № 5903) рисунок почтовой марки  (ЦФА [АО «Марка»] № 1) — серия «Освобождённая Россия»: «Рука с мечом, разрубающим цепь». Глубокая печать, перфорирована: рамочная зубцовка 11½ (на каждые 2 сантиметра края марки приходится 11½ зубцов). В марочных листах 50 (5 пар×5) марок[2][6][7].
3. ↑  Сцепка «70-летие первой советской почтовой марки»: на многоцветной марке  (ЦФА [АО «Марка»] № 5904) рисунок почтовой марки  (ЦФА [АО «Марка»] № 2) — серия «Освобождённая Россия»: «Рука с мечом, разрубающим цепь». Глубокая печать, перфорирована: рамочная зубцовка 11½ (на каждые 2 сантиметра края марки приходится 11½ зубцов). В марочных листах 50 (5 пар×5) марок[2][6][7].
4. ↑  XV зимние Олимпийские игры в Калгари (Канада). На многоцветной марке  (ЦФА [АО «Марка»] № 5905) — биатлон. Глубокая печать, перфорирована: рамочная зубцовка 11½ (на каждые 2 сантиметра края марки приходится 11½ зубцов). В марочных листах 50 (10×5) и малые листы (кляйнбогены) по 8 (4×2) марок[2][8][9].
5. ↑  XV зимние Олимпийские игры в Калгари (Канада). На многоцветной марке  (ЦФА [АО «Марка»] № 5906) — лыжные гонки. Глубокая печать, перфорирована: рамочная зубцовка 11½ (на каждые 2 сантиметра края марки приходится 11½ зубцов). В марочных листах 50 (10×5) и малые листы (кляйнбогены) по 8 (4×2) марок[2][8][9].
6. ↑  XV зимние Олимпийские игры в Калгари (Канада). На многоцветной марке  (ЦФА [АО «Марка»] № 5907) — слалом. Глубокая печать, перфорирована: рамочная зубцовка 11½ (на каждые 2 сантиметра края марки приходится 11½ зубцов). В марочных листах 50 (10×5) и малые листы (кляйнбогены) по 8 (4×2) марок[2][8][9].
7. ↑  XV зимние Олимпийские игры в Калгари (Канада). На многоцветной марке  (ЦФА [АО «Марка»] № 5908) — фигурное катание. Глубокая печать, перфорирована: рамочная зубцовка 11½ (на каждые 2 сантиметра края марки приходится 11½ зубцов). В марочных листах 50 (10×5) и малые листы (кляйнбогены) по 8 (4×2) марок[2][8][9].
8. ↑  XV зимние Олимпийские игры в Калгари (Канада). На многоцветной марке  (ЦФА [АО «Марка»] № 5909) — прыжки с трамплина. Глубокая печать, перфорирована: рамочная зубцовка 11½ (на каждые 2 сантиметра края марки приходится 11½ зубцов). В марочных листах 50 (10×5) и малые листы (кляйнбогены) по 8 (4×2) марок[2][8][9].
9. ↑  XV зимние Олимпийские игры в Калгари (Канада). В многоцветном почтовом блоке размерами 60×80 мм марка  (ЦФА [АО «Марка»] № 5910) — хоккей с шайбой. Глубокая печать, марка перфорирована: рамочная зубцовка 11½ (на каждые 2 сантиметра края марки приходится 11½ зубцов)[2][9][11].
10. ↑  XV зимние Олимпийские игры в Калгари (Канада). «Победа советских спортсменов на XV зимних Олимпийских играх» — многоцветный почтовый блок размерами 60×80 мм (рисунок и цвет блока  (ЦФА [АО «Марка»] № 5910)). Типографская надпечатка красного цвета: «Спортсмены СССР завоевали 11 золотых, 9 серебряных и 9 бронзовых медалей!». Глубокая печать, марка  (ЦФА [АО «Марка»] № 5910) перфорирована: рамочная зубцовка 11½ (на каждые 2 сантиметра края марки приходится 11½ зубцов)[2][11][12].
11. ↑  XXIV Олимпийские игры в Сеуле. На марках рисунки, символизирующие виды спорта представленные на Играх:  (ЦФА [АО «Марка»] № 5958) — барьерный бег, многоцветная. Офсет, перфорирована: комбинированная гребенчатая зубцовка 12:12½ (на каждые 2 сантиметра края марки приходится 12:12½ зубцов). В марочных листах 36 (6×6) марок и малые листы (кляйнбогены) по 8 (2×4) марок[2][11][13].
12. ↑  XXIV Олимпийские игры в Сеуле. На марках рисунки, символизирующие виды спорта представленные на Играх:  (ЦФА [АО «Марка»] № 5959) — прыжки в длину, многоцветная. Офсет, перфорирована: комбинированная гребенчатая зубцовка 12:12½ (на каждые 2 сантиметра края марки приходится 12:12½ зубцов). В марочных листах 36 (6×6) марок и малые листы (кляйнбогены) по 8 (2×4) марок[2][11][13].
13. ↑  XXIV Олимпийские игры в Сеуле. На марках рисунки, символизирующие виды спорта представленные на Играх:  (ЦФА [АО «Марка»] № 5960) — баскетбол, многоцветная. Офсет, перфорирована: комбинированная гребенчатая зубцовка 12:12½ (на каждые 2 сантиметра края марки приходится 12:12½ зубцов). В марочных листах 36 (6×6) марок и малые листы (кляйнбогены) по 8 (2×4) марок[2][11][13].
14. ↑  XXIV Олимпийские игры в Сеуле. На марках рисунки, символизирующие виды спорта представленные на Играх:  (ЦФА [АО «Марка»] № 5961) — художественная гимнастика, многоцветная. Офсет, перфорирована: комбинированная гребенчатая зубцовка 12:12½ (на каждые 2 сантиметра края марки приходится 12:12½ зубцов). В марочных листах 36 (6×6) марок и малые листы (кляйнбогены) по 8 (2×4) марок[2][11][13].
15. ↑  XXIV Олимпийские игры в Сеуле. На марках рисунки, символизирующие виды спорта представленные на Играх:  (ЦФА [АО «Марка»] № 5962) — плавание, многоцветная. Офсет, перфорирована: комбинированная гребенчатая зубцовка 12:12½ (на каждые 2 сантиметра края марки приходится 12:12½ зубцов). В марочных листах 36 (6×6) марок и малые листы (кляйнбогены) по 8 (2×4) марок[2][11][13].
16. ↑  XXIV Олимпийские игры в Сеуле. В многоцветном почтовом блоке размерами 80×65 мм марка  (ЦФА [АО «Марка»] № 5963) — футбол. Глубокая печать, марка перфорирована: комбинированная рамочная зубцовка 12:12½ (на каждые 2 сантиметра края марки приходится 12:12½ зубцов)[2][11][13][14].
17. ↑  «С Новым, 1989 годом!»: на многоцветной марке  (ЦФА [АО «Марка»] № 6005) — драгун с Указом Петра I. Офсетная печать, перфорирована: комбинированная гребенчатая зубцовка 12½:12 (на каждые 2 сантиметра края марки приходится 12½:12 зубцов). В марочных листах 30 (6×5) марок[2][16][17].
18. ↑  XXIV Олимпийские игры в Сеуле. «Победа советских спортсменов на XXIV летних Олимпийских играх» — многоцветный почтовый блок размерами 80×65 мм (рисунок и цвет блока  (ЦФА [АО «Марка»] № 5963)). Типографская надпечатка голубого цвета: «Спортсмены СССР завоевали 55 золотых, 31 серебряную и 46 бронзовых медалей!». Глубокая печать, марка  (ЦФА [АО «Марка»] № 5910) перфорирована: комбинированная рамочная зубцовка 12:12½ (на каждые 2 сантиметра края марки приходится 12:12½ зубцов)[2][11][16].
19. ↑  Ниже приведён перечень стандартных марок (с возможностью сортировки по номиналу, тиражу и дате введения в обращение).
20. ↑  Конный (или почтовый) гонец, коричневая. Металлография на мелованной бумаге, перфорирована: комбинированная рамочная зубцовка 12:11½ (на каждые 2 сантиметра края марки приходится 12:11½ зубцов), 100 (10×10) экземпляров на марочных листах[2][16][20].
21. ↑  Крейсер «Аврора», зелёно-синяя. Металлография на мелованной бумаге, перфорирована: комбинированная рамочная зубцовка 12:11½ (на каждые 2 сантиметра края марки приходится 12:11½ зубцов), 100 (10×10) экземпляров на марочных листах[2][16][20].
22. ↑  Красная площадь, серо-синяя. Металлография на мелованной бумаге, перфорирована: комбинированная рамочная зубцовка 12:11½ (на каждые 2 сантиметра края марки приходится 12:11½ зубцов), 100 (10×10) экземпляров на марочных листах[2][16][20].
23. ↑  Герб и флаг СССР, красная. Металлография на мелованной бумаге, перфорирована: комбинированная рамочная зубцовка 12:11½ (на каждые 2 сантиметра края марки приходится 12:11½ зубцов), 100 (10×10) экземпляров на марочных листах[2][16][20].
24. ↑  Монумент «Рабочий и колхозница», лилово-коричневая. Металлография на мелованной бумаге, перфорирована: комбинированная рамочная зубцовка 12:11½ (на каждые 2 сантиметра края марки приходится 12:11½ зубцов), 100 (10×10) экземпляров на марочных листах[2][16][20].
25. ↑  Установка космической связи, синяя. Металлография на мелованной бумаге, перфорирована: комбинированная рамочная зубцовка 12:11½ (на каждые 2 сантиметра края марки приходится 12:11½ зубцов), 100 (10×10) экземпляров на марочных листах[2][16][20].
26. ↑  Символы искусства и литературы, серо-коричневая. Металлография на мелованной бумаге, перфорирована: комбинированная рамочная зубцовка 12:11½ (на каждые 2 сантиметра края марки приходится 12:11½ зубцов), 100 (10×10) экземпляров на марочных листах[2][16][20].
27. ↑  Дискобол на фоне олимпийских колец, тёмно-зелёная. Металлография на мелованной бумаге, перфорирована: комбинированная рамочная зубцовка 12:11½ (на каждые 2 сантиметра края марки приходится 12:11½ зубцов), 100 (10×10) экземпляров на марочных листах[2][16][20].
28. ↑  Пингвины и карта Антарктиды, ультрамариновая. Металлография на мелованной бумаге, перфорирована: комбинированная рамочная зубцовка 12:11½ (на каждые 2 сантиметра края марки приходится 12:11½ зубцов), 100 (10×10) экземпляров на марочных листах[2][16][20].
29. ↑  Скульптура Меркурия, красно-коричневая. Металлография на мелованной бумаге, перфорирована: комбинированная рамочная зубцовка 12:11½ (на каждые 2 сантиметра края марки приходится 12:11½ зубцов), 100 (10×10) экземпляров на марочных листах[2][16][20].
30. ↑  Стерхи, светло-синяя. Металлография на мелованной бумаге, перфорирована: комбинированная рамочная зубцовка 12:11½ (на каждые 2 сантиметра края марки приходится 12:11½ зубцов), 100 (10×10) экземпляров на марочных листах[2][16][20].
31. ↑  Эмблема ВПС, серо-синяя. Металлография на мелованной бумаге, перфорирована: комбинированная рамочная зубцовка 12:12½ (на каждые 2 сантиметра края марки приходится 12:12½ зубцов), 98 (14×7) экземпляров на марочных листах[2][16][20].